# Bikitait
Bikitait (IMA-Symbol Bik) ist ein sehr selten vorkommendes Mineral aus der Mineralklasse der „Silikate und Germanate“ mit der chemischen Zusammensetzung LiAlSi2O6·H2O und damit chemisch gesehen ein Lithium-Aluminium-Silikat. Strukturell gehört Bikitait zu den Gerüstsilikaten.
Bikitait kristallisiert je nach Polytyp in monokliner oder trikliner Symmetrie und entwickelt prismatische Kristalle, die parallel der b-Achse gestreckt und parallel der a-Achse gestreift sind. Oft treten die Kristalle zu radialstrahligen Gruppen von bis zu 10 cm Größe zusammen. Daneben findet sich Bikitait auch in Form grob- bis feinkörniger Mineral-Aggregate.
In reiner Form ist Bikitait farblos und durchsichtig. Durch vielfache Lichtbrechung aufgrund von Gitterfehlern oder polykristalliner Ausbildung kann er aber auch durchscheinend weiß sein.

## Etymologie und Geschichte

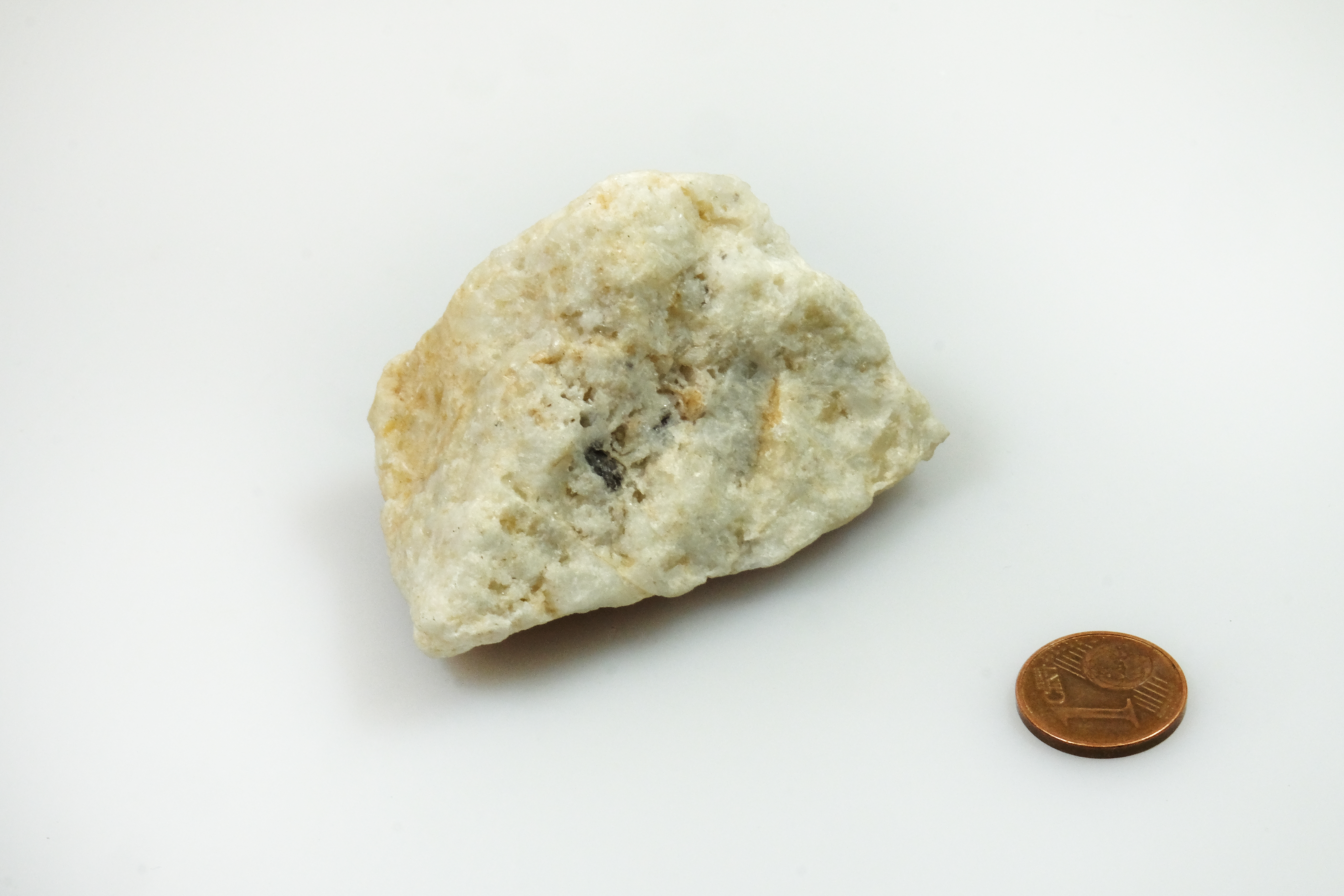
Bikitait aus der Typlokalität Bikita, Provinz Masvingo, Simbabwe

Entdeckt wurde Bikitait erstmals auf der Nolan Property im Distrikt Bikita in der Provinz Masvingo in Simbabwe. Analysiert und erstbeschrieben wurde das Mineral durch Cornelius S. Hurlbut, der es nach dessen Typlokalität benannte und seine Erstbeschreibung 1957 im Fachmagazin American Mineralogist veröffentlichte.
Das Typmaterial des Minerals wird im Harvard Mineralogical Museum (HMM) der Harvard University in Cambridge (Massachusetts) unter der Inventarnummer 106822 aufbewahrt.
Bikitait war bereits vor der Gründung der International Mineralogical Association (IMA) bekannt und als eigenständige Mineralart anerkannt. Damit hätte Bikitait theoretisch den Status eines grandfathered Mineral. In der 1997 erfolgten Publikation Recommended nomenclature for zeolite minerals vom IMA-Unterausschuss für Zeolithe wurde die Zeolithgruppe neu definiert. Name und Zusammensetzung vom Bikitait wurden dabei aus der Erstbeschreibung übernommen, dessen Kristallstruktur allerdings verfeinert. Bikitait wird seitdem in der „Liste der Minerale und Mineralnamen“ der IMA unter der Summenanerkennung „1997 s.p.“ (special procedure) geführt.

## Klassifikation
In der veralteten 8. Auflage der Mineralsystematik nach Strunz gehörte der Bikitait zur Mineralklasse der „Silikate“ und dort zur Abteilung „Gerüstsilikate (Tektosilikate)“, wo er zusammen mit Petalit im Anhang der „Nephelin-Kaliophilit-Gruppe“ mit der Systemnummer VIII/F.01 und den Hauptmitgliedern Chkalovit, Kaliophilit, Kalsilit, Nephelin und Trikalsilit bildete.
In der zuletzt 2018 überarbeiteten Lapis-Systematik nach Stefan Weiß, die formal auf der alten Systematik von Karl Hugo Strunz in der 8. Auflage basiert, erhielt das Mineral die System- und Mineralnummer VIII/J.15-010. Dies entspricht ebenfalls der Abteilung „Gerüstsilikate“, wo Bikitait als einziges Mitglied eine unbenannte Gruppe mit der Systemnummer VIII/J.15 bildet.
Die von der International Mineralogical Association (IMA) zuletzt 2009 aktualisierte 9. Auflage der Strunz’schen Mineralsystematik ordnet den Bikitait in die erweiterte Klasse der „Silikate und Germanate“ und dort in die Abteilung der „Gerüstsilikate (Tektosilikate) mit zeolithischem H2O; Familie der Zeolithe“ ein. Diese ist weiter unterteilt nach der Gerüststruktur, so dass das Mineral entsprechend seinem Aufbau in der Unterabteilung „Ketten von Fünfer-Ringen“ zu finden ist, wo es als einziges Mitglied eine unbenannte Gruppe mit der Systemnummer 9.GD.55 bildet.
In der vorwiegend im englischen Sprachraum gebräuchlichen Systematik der Minerale nach Dana hat Bikitait die System- und Mineralnummer 77.02.01.01. Dies entspricht ebenfalls der Klasse der „Silikate“ und dort der Abteilung „Gerüstsilikate: Zeolith-Gruppe“, wo das Mineral als einziges Mitglied in einer unbenannte Gruppe mit der Systemnummer v innerhalb der Unterabteilung „Gerüstsilikate: Zeolithgruppe, verwandte Arten“ zu finden ist.

## Kristallstruktur
Bikitait bildet zwei Polytypen mit monokliner und trikliner Symmetrie aus, die als Bikitait-1M und Bikitait-1A bezeichnet werden.
Der monokline Bikitait-1M kristallisiert in der Raumgruppe P21 (Raumgruppen-Nr. 4) mit den Gitterparametern a = 8,61 Å; b = 4,96 Å; c = 7,60 Å und β = 114,4° sowie 2 Formeleinheiten pro Elementarzelle.
Der trikline Bikitait-1A kristallisiert in der Raumgruppe P1 (Raumgruppen-Nr. 1) mit den Gitterparametern a = 8,61 Å; b = 4,95 Å; c = 7,60 Å; α = 89,9°; β = 114,4° und γ = 90,0° sowie 2 Formeleinheiten pro Elementarzelle.

## Bildung und Fundorte

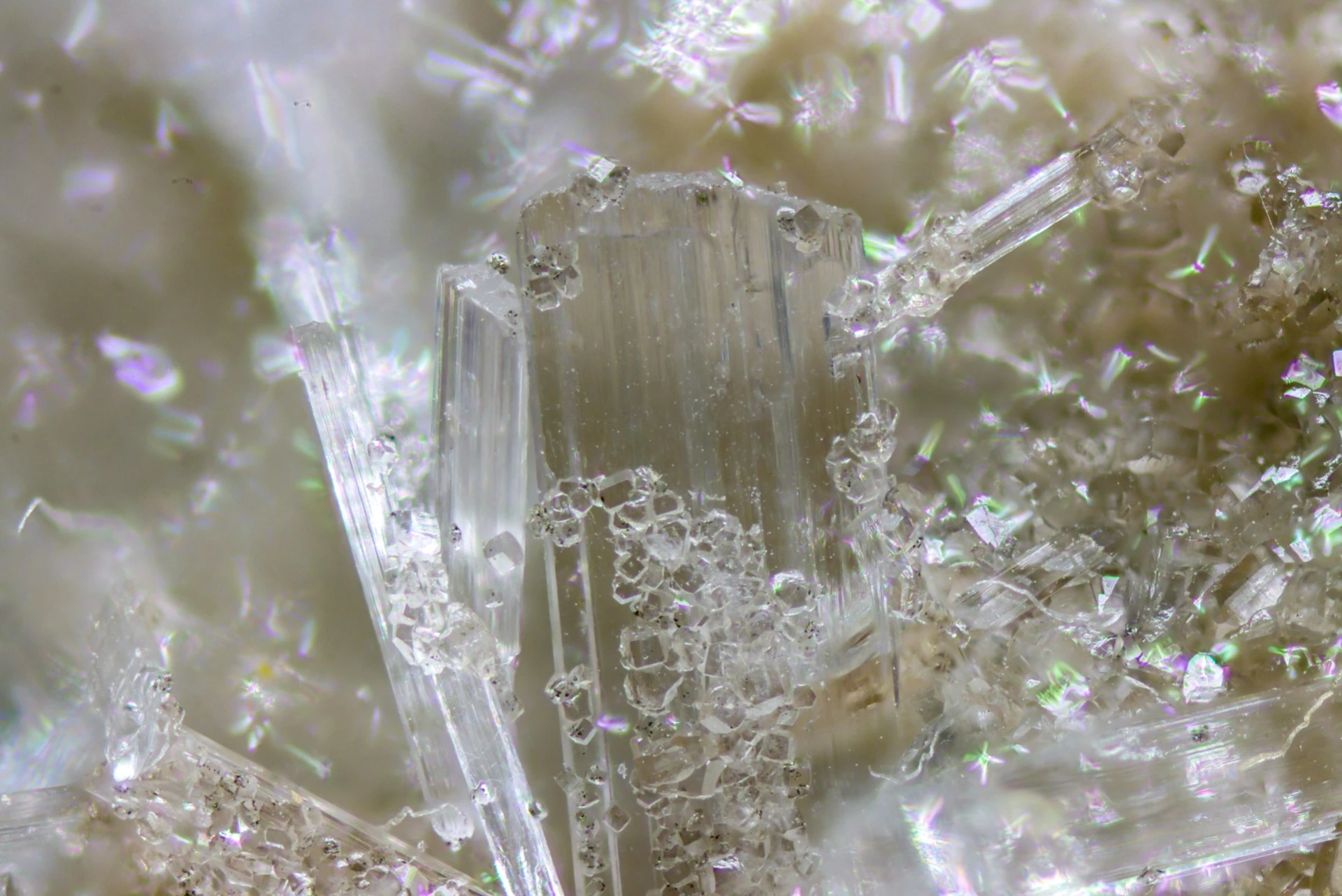
Tafelige Bikitaitkristalle mit aufsitzenden Klinoptilolithkriställchen aus der Foote Mine, Cleveland County (North Carolina). Kristallhöhe 1 mm

Bikitait gehört zu den spätmagmatischen Mineralbildungen und findet sich daher in Klüften von lithiumreichen Pegmatiten. An seiner Typlokalität im Distrikt Bikita in Simbabwe trat das Mineral in Paragenese mit Allophan, Calcit, Eukryptit, Feldspat, Petalit, Quarz und Stilbit auf. An einem weiteren Fundort im ehemaligen Li-Sn-Be-Nb-Ta-Glimmer-Tagebau Foote Lithium Co. bei Kings Mountain in North Carolina (USA) fanden sich auch Albit und Fairfieldit als Begleitminerale.
Die bisher einzigen dokumentierten Vorkommen in Europa sind La Mareta und Tajao auf der zu Spanien gehörenden Insel Teneriffa. Ansonsten konnte Bikitait bisher nur noch in den Big-Mack-Pegmatiten im Gebiet um den Paterson Lake im Verwaltungsbezirk Kenora der kanadischen Provinz Ontario gefunden werden (Stand 2025).